# Massacre de Tibériade
Le massacre de Tibériade a lieu le 2 octobre 1938 durant la révolte arabe de 1936–1939 à Tibériade, alors en Palestine mandataire. Dix-neuf personnes sont tuées.

## Déroulement
Après s'être introduits dans le quartier juif de Kiryat Shmuel, des émeutiers arabes y tuent 20 Juifs dont 11 enfants,. Durant le massacre, 70 Arabes armés incendient des habitations juives et une synagogue. Dans une des maisons, une mère et cinq enfants sont tués. Un vieux bedeau de la synagogue est poignardé.
Au moment des faits, seuls 15 gardes juifs surveillent ce quartier de plus de 2 000 habitants. Deux d'entre eux sont tués au cours de l'attaque.

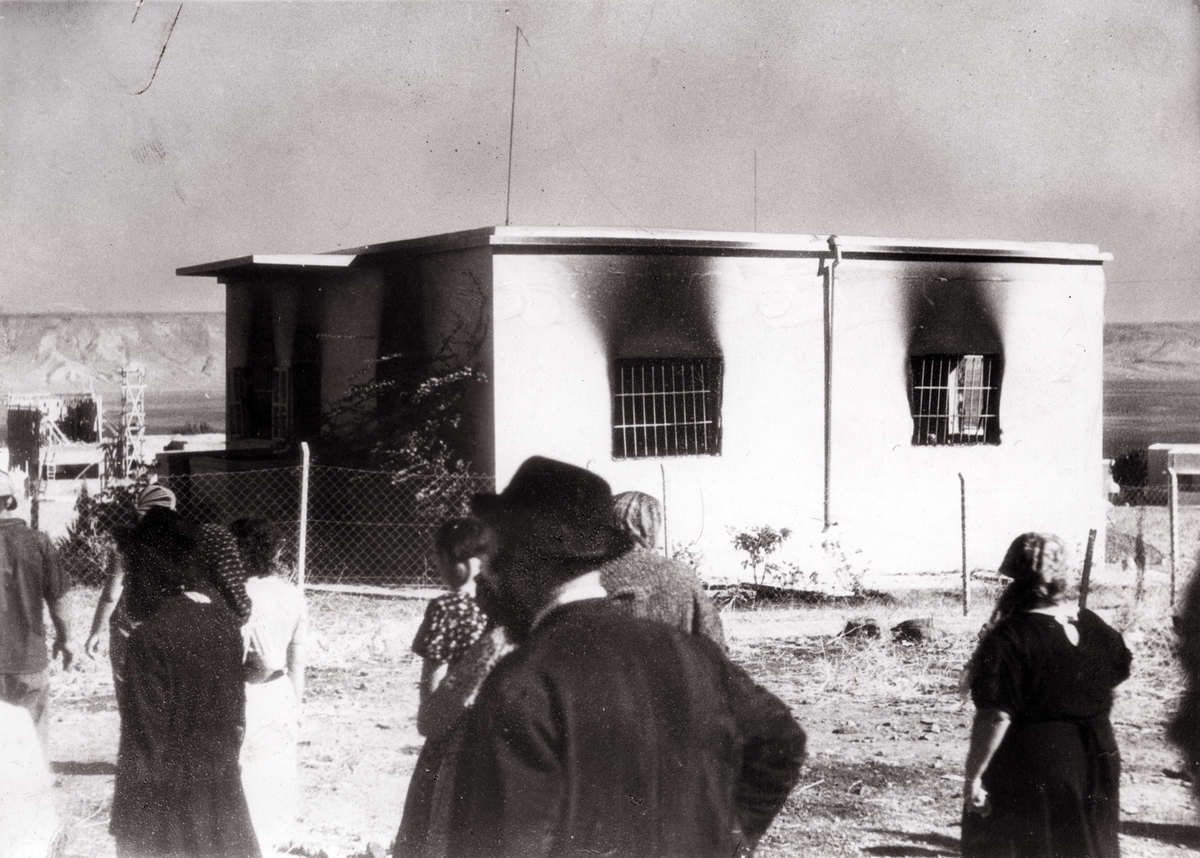
Maison près de Tibériade dans laquelle une famille juive est brûlée vive par des insurgés arabes durant la révolte arabe (1938)

## Conséquences
Un représentant du mandat britannique déclare : « [Cette attaque] a été organisée de manière systématique et exécutée de façon sauvage. Parmi les 19 Juifs tués, tous sauf quatre ont été poignardés à mort. ».
Les Special Night Squads traquent les auteurs avec l'aide de la Royal Air Force. 40 sont rattrapés et tués le jour même et 14 autres le lendemain. En représailles, les SNS organisent également un raid contre le village de Hattin situé 8 kilomètres à l'ouest. Après avoir rassemblé les hommes du village, Orde Charles Wingate en fait exécuter 10.
L'Irgoun propose d'engager une opération conjointe de représailles avec la Haganah, mais cette dernière refuse.